# Pawel Wassiljewitsch Tschitschagow

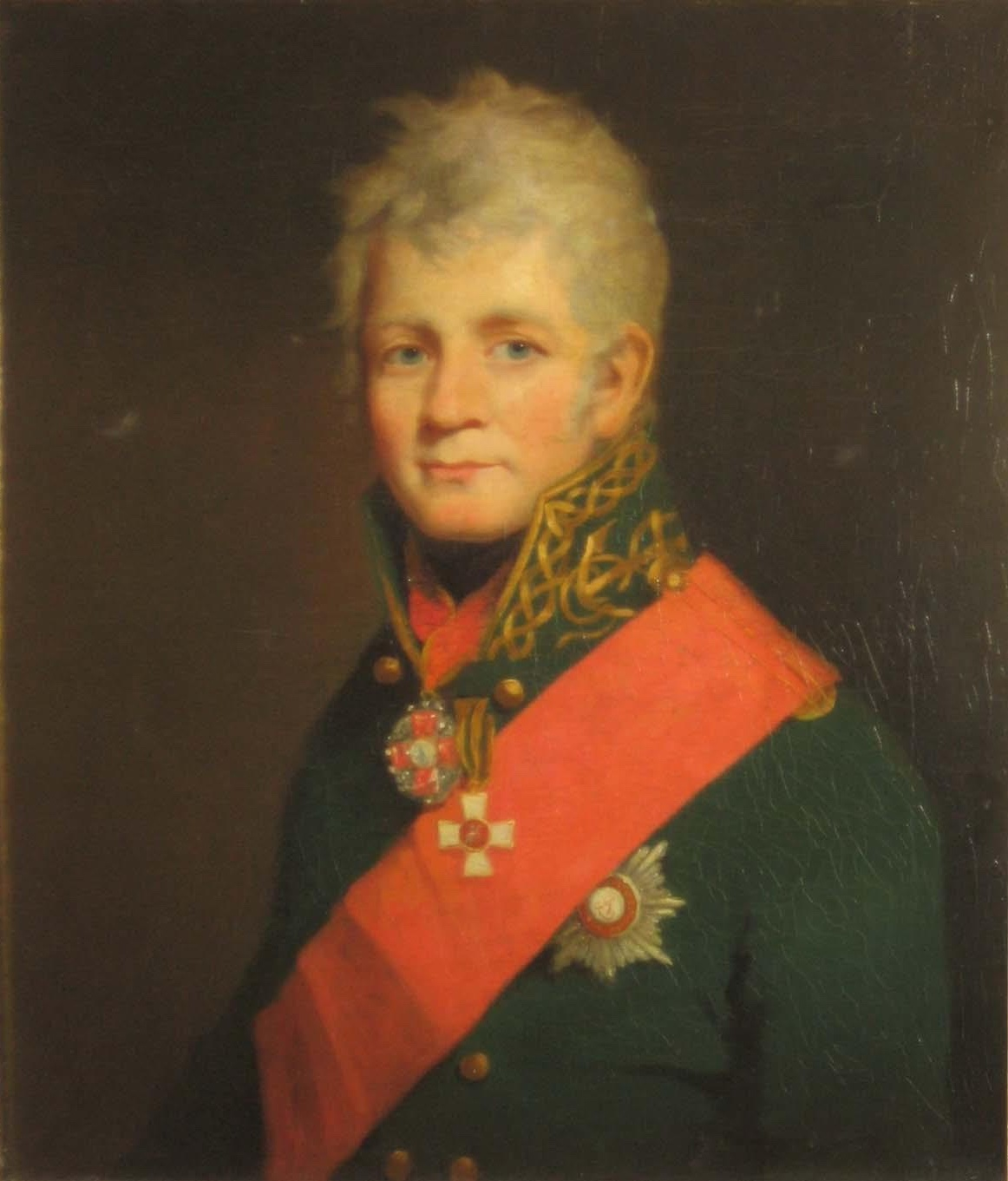
Pawel Wassiljewitsch Tschitschagow

Pawel Wassiljewitsch Tschitschagow (russisch Павел Васильевич Чичагов, wiss. Transliteration Pavel Vasil'evič Čičagov; * 27. Junijul. / 8. Juli 1767greg. in Sankt Petersburg; † 20. Augustjul. / 1. September 1849greg. in Paris) war ein russischer Admiral.

## Leben
Pawel war der Sohn des Admirals Wassili Tschitschagow. Er trat 1772 in die kaiserliche Flotte als Adjutant seines Vaters ein und nahm 1788 bis 1790 am Russisch-Schwedischen Krieg als Schiffskommandeur teil. Nach einem Auslandsaufenthalt 1792/93 in England trat er 1801 in das Gefolge Zar Alexander I. ein und war von Dezember 1802 bis 1811 Marineminister in dessen Regierung.
Er wurde 1807 Admiral und übernahm im Vaterländischen Krieg 1812 nach Kutusow das Kommando über die Moldauarmee. Mit dieser begab er sich nach Wolhynien, um den Rückzug der Franzosen aus Moskau aufzuhalten. Er konnte deren Übergang über die Beresina jedoch nicht verhindern. Hierauf wurde er gemaßregelt und trat sein Kommando an Barclay de Tolly ab. Tschitschagow wurde in den Ruhestand versetzt und ging daraufhin ins Ausland. Er lebte in Frankreich und Italien und schrieb dort seine Memoiren, die 1855 in Berlin und 1869/70 in Russland veröffentlicht wurden. 1814 wurde er Ehrenmitglied der Petersburger Akademie der Wissenschaften.
1834 wurde er – wie alle Auslandsrussen – zur Rückkehr nach Russland aufgefordert und, als er nicht Folge leistete, seiner Güter beraubt. Hierauf ließ er sich in England einbürgern.
Pawel Wassiljewitsch Tschitschagow starb am 1. September 1849.

## Werke
- Retreat of Napoleon. London (1817)
- Mémoires inédits. Berlin (1855, postum)